# 格里戈里·格尔舒尼

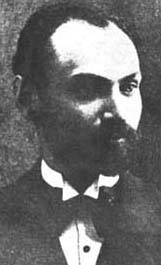
格里戈里·格尔舒尼

格里戈里·安德烈耶维奇·格尔舒尼（俄語：Григо́рий Андре́евич Гершу́ни；1870年9月29日—1908年3月29日），俄罗斯革命家，社会革命党创始人。1902年参与建立了社会革命党战斗组织。1903年5月在基辅被捕，判处死刑后被减为终身监禁加强制劳动。1906年越狱逃往中国。后经日本前往美国，与珍·亞當斯会面。1907年2月回到欧洲，参加社会革命党第二次特别会议。1908年在瑞士蘇黎世世死于肺炎。